# Phòng tuyến De Lattre
Phòng tuyến De Lattre, được đặt theo tên của Tướng Jean de Lattre de Tassigny, là tuyến phòng thủ gồm hàng loạt công sự bằng bê tông, chướng ngại vật và cơ sở lắp đặt vũ khí do người Pháp xây dựng xung quanh đồng bằng sông Hồng ở miền Bắc Việt Nam.
Quân đội Pháp đã thiết lập công sự này nhằm mục đích bảo vệ các tuyến liên lạc thiết yếu giữa Hà Nội và Hải Phòng đồng thời đảm bảo an ninh cho khu vực đồng bằng đông dân cư có tầm quan trọng về mặt kinh tế trước các cuộc tấn công của Việt Minh và bất kỳ cuộc xâm lược tiềm tàng nào từ phía Trung Quốc Cộng sản.
Phòng tuyến này bao gồm 1200 lô cốt bê tông riêng biệt có thể chống lại pháo 155mm được tập hợp thành 250 cụm từ 3-6 lô cốt nhằm yểm trợ hỏa lực lẫn nhau trên một khoảng cách 235 dặm (378 km). Mỗi lô cốt phải chứa tối thiểu 10 người lính. Ngoài ra, người Pháp còn cho xây dựng lại hệ thống phòng thủ nằm trong bán kính 22 dặm (35 km) từ cảng Hải Phòng để đảm bảo an toàn trước cuộc tấn công của pháo binh cộng sản. Tất cả tuyến phòng thủ mới này đều được nối với nhau bằng những con đường có khả năng chịu được xe tăng 30 tấn. Việc xây dựng bắt đầu vào cuối năm 1950 và phần lớn hoàn thành vào cuối năm 1951.:116
Mặc dù Phòng tuyến De Lattre cung cấp một số mức độ an ninh và tạo thành điểm neo cho các cuộc hành quân cơ động của Pháp ra bên ngoài vùng đồng bằng châu thổ, nhưng nó cũng không phải là không thể bị xuyên thủng và toàn bộ đơn vị chiến đấu của Việt Minh có thể dễ dàng xâm nhập qua khoảng trống giữa các cứ điểm này.:213
Sau khi quân Pháp rút khỏi miền Bắc Việt Nam vào tháng 10 năm 1954, Phòng tuyến De Lattre bị bỏ hoang. Hiện nay, những lô cốt xuống cấp vô chủ đều do nông dân địa phương sử dụng.